# Oleksandr Horyaïnov
Oleksandr Horyaïnov (en ukrainien, Горяїнов Олександр Сергійович) est un footballeur ukrainien, né le 29 juin 1975 à Kharkiv. Il évolue au poste de gardien de but.

## Palmarès
Vierge